# Venera 6
Venera 6(ryska: Венера-6)  var en sovjetisk rymdsond i Veneraprogrammet. Rymdsonden sköts upp den 10 januari 1969, med en Molnija-M raket. Farkosten nådde Venus yta den 17 maj 1969.
Rymdsonden var i stort sett en kopia av Venera 4. Efter lärdomarna man dragit av Venera 4 flygningen, gjordes ett antal modifieringar av Venera 6. Bland annat gjordes fallskärmen mindre, för att sonden skulle hinna nå Venus yta innan batterierna tog slut.

### Fotnoter
1. ↑  ”NASA Space Science Data Coordinated Archive” (på engelska). NASA. https://nssdc.gsfc.nasa.gov/nmc/spacecraft/display.action?id=1969-002A. Läst 26 mars 2020.